# Hampstead (New Hampshire)
Pour les articles homonymes, voir Hampstead.
Hampstead est une municipalité américaine située dans le comté de Rockingham au New Hampshire. Selon le recensement de 2010, sa population est de 8 523 habitants.

## Géographie
La municipalité s'étend sur 13,97 milles carrés (36,18 km2), dont 0,66 milles carrés (1,71 km2) d'étendues d'eau.

## Histoire
La localité, alors appelée Timberlane Parish, faisait autrefois partie d'Amesbury et Haverhill dans le Massachusetts. Elle devient une municipalité en 1749. Elle est nommée en référence à la ville anglaise de Hampstead, où réside William Pitt l'Ancien, un proche du gouverneur Benning Wentworth.

## Démographie
La population de Hampstead est estimée à 8 586 habitants au 1er juillet 2016.
Le revenu par habitant était en moyenne de 42 289 dollars par an entre 2012 et 2016, au-dessus de la moyenne du New Hampshire (35 264 dollars) et de la moyenne nationale (29 829 dollars). Sur cette même période, 4,0 % des habitants de Hampstead vivaient sous le seuil de pauvreté (contre 7,3 % dans l'État et 12,7 % à l'échelle des États-Unis).